# گئورگی یوردانوف
گئورگی یوردانوف (بلغاری: Георги Йорданов؛ زادهٔ ۲۱ ژوئیهٔ ۱۹۶۳) بازیکن فوتبال اهل بلغارستان بود.
از باشگاه‌هایی که در آن بازی کرده‌است می‌توان به باشگاه فوتبال زسکا صوفیه، باشگاه فوتبال لفسکی صوفیه، و باشگاه فوتبال اسپورتینگ خیخون اشاره کرد.
وی همچنین در تیم ملی فوتبال بلغارستان بازی کرده‌است.